# Hrvatska na ZOI 2010.
Hrvatska je nastupala na XXI. Zimskim olimpijskim igrama 2010. u Vancouveru u Kanadi, a predstavljalo je 19 sportaša.

## Medalje
| Medalja  | Ime            | Sport           | Disciplina           |
| -------- | -------------- | --------------- | -------------------- |
| Srebrna  | Ivica Kostelić | Alpsko skijanje | Superkombinacija (M) |
| Srebrna  | Ivica Kostelić | Alpsko skijanje | Slalom (M)           |
| Brončana | Jakov Fak      | Biatlon         | Sprint 15 km (M)     |

## Alpsko skijanje
- Ivica Kostelić
- Danko Marinelli
- Ivan Ratkić
- Dalibor Šamšal
- Natko Zrnčić-Dim
- Matea Ferk
- Nika Fleiss
- Ana Jelušić
- Sofija Novoselić
- Tea Palić

## Biatlon
- Jakov Fak
- Andrijana Stipaničić Mrvelj

## Bob
| Natjecatelj                                                      | Natjecanje  | Finale   | Finale   | Finale   | Finale   | Finale | Finale  |
| Natjecatelj                                                      | Natjecanje  | 1. utrka | 2. utrka | 3. utrka | 4. utrka | Ukupno | Poredak |
| ---------------------------------------------------------------- | ----------- | -------- | -------- | -------- | -------- | ------ | ------- |
| Ivan Šola Slaven Krajačić Mate Mezulić Igor Marić Andras Haklits | Četverosjed |          |          |          |          |        |         |

## Skijaško trčanje
- Andrej Burić
- Nina Broznić

## Vanjske poveznice
- Vlada nagradila osvajače kolajni